# Вишнівцівська сільська рада
| Вишнівцівська сільська рада — колишній орган місцевого самоврядування у Онуфріївському районі Кіровоградської області з адміністративним центром у с. Вишнівці. Сільській раді були підпорядковані населені пункти: - с. Вишнівці - с. Лозуватка |

## Склад ради
Рада складалася з 14 депутатів та голови.

### Керівний склад ради
| ПІБ                           | Основні відомості                                                 | Дата обрання | Дата звільнення |
| ----------------------------- | ----------------------------------------------------------------- | ------------ | --------------- |
| Заудальський Іван Леонтійович | Сільський голова, 1954 року народження, освіта                    | 26.03.2006   | 31.10.2010      |
| Шарлай Олена Вікторівна       | Сільський голова, 1978 року народження, освіта вища, позапартійна | 17.07.2011   |                 |

Примітка: таблиця складена за даними джерела

## Населення
Згідно з переписом УРСР 1989 року чисельність наявного населення сільської ради становила 824 особи, з яких 371 чоловік та 453 жінки.
За переписом населення України 2001 року в сільській раді мешкало 786 осіб.

### Мова
Розподіл населення за рідною мовою за даними перепису 2001 року:
| Мова       | Відсоток |
| ---------- | -------- |
| українська | 96,95 %  |
| російська  | 2,67 %   |
| білоруська | 0,13 %   |
| вірменська | 0,13 %   |
| молдовська | 0,13 %   |